# Mondbuchstabe
Unter Mondbuchstaben (arabisch حروف قمرية, DMG ḥurūf qamariyya) versteht man diejenigen Buchstaben des arabischen Alphabets, die beim Aufeinandertreffen mit dem bestimmten arabischen Artikel ال (al-) dessen /l/ nicht assimilieren, z. B. القمر al-qamar „der Mond“. Sie stehen im Gegensatz zu den Sonnenbuchstaben, bei denen die Assimilation eintritt, z. B. الشمس aš-šams „die Sonne“.

Das arabische Alphabet mit den Mondbuchstaben (schwarz)

Die 14 Mondbuchstaben sind, jeweils mit einem Beispielwort (im Klammern die Übersetzung):
- Alif: الأب / al-ʾab (der Vater)
- Bāʾ: الباب / al-bāb (die Tür)
- Ǧīm: الجزيرة / al-ǧazīra (die Insel)
- Ḥāʾ: الحرف / al-ḥarf (die Schneide, der Rand, die Kante; der Buchstabe)
- Ḫāʾ: الخوف / al-ḫauf (die Angst)
- ʿAin: العرب / al-ʿarab (die Araber)
- Ġayn: الغرب / al-ġarb (der Westen)
- Fāʾ: الفم / al-fam (der Mund)
- Qāf: القمر / al-qamar (der Mond)
- Kāf: الكتاب / al-kitāb (das Buch)
- Mīm: الموت / al-maut (der Tod)
- Hāʾ: الهلال / al-hilāl (der Halbmond, die Mondsichel)
- Wāw: الولد / al-walad (das Kind, der Sohn)
- Yāʾ: اليمني / al-yamanī (der Jemenit)

In einigen modernen arabischen Dialekten sind manche Mondbuchstaben zu Sonnenbuchstaben geworden, d. h. der bestimmte Artikel assimiliert. Ein Beispiel dafür ist Tunesisch-Arabisch Ǧīm: الجمل / εʒ-ʒmεl (das Dromedar).